# Antonio Segni
Antonio Segni (n. 2 februarie 1891, Sassari, Italia – d. 1 decembrie 1972, Roma, Italia) a fost un politician și om de stat italian care a fost cel de-al patrulea președinte al Italiei din mai 1962 până în decembrie 1964 și al 34-lea prim-ministru în doi mandate între 1955 și 1960.